# NBA 2K21
NBA 2K21 est un jeu vidéo de simulation de basket-ball développé par Visual Concepts et édité par 2K Sports, basé sur la National Basketball Association (NBA). C'est le 22e jeu vidéo de la franchise NBA 2K et le successeur de NBA 2K20. Le jeu est sorti le 4 septembre 2020 sur PlayStation 4, Google Stadia, Nintendo Switch, Xbox One, Microsoft Windows, et le 10 novembre sur PlayStation 5 et Xbox Series.

## Promotion
Une bande-annonce est sortie le 11 juin 2020 et présente Zion Williamson, qui joue pour les Pelicans de La Nouvelle-Orléans. Il montre des images intégrées au moteur et montre de nombreux effets tels que le Ray tracing et les détails des ombres. Le 30 juin 2020, NBA 2K a annoncé Damian Lillard des Portland Trail Blazers, comme couverture sur des consoles de la génération actuelle. Le 1er juillet 2020, NBA 2K a annoncé Zion Williamson comme couverture de l'édition standard sur les consoles de nouvelle génération. Les dernières couvertures ont été publiées le 2 juillet 2020, en l'honneur de Kobe Bryant. Il y aura une couverture #8 pour les consoles de génération actuelles, et une couverture #24 pour les consoles de prochaine génération; Les deux numéros ont été portés par Bryant tout au long de sa carrière en NBA avec les Lakers de Los Angeles,,.

## Système de jeu
Le jeu lui-même se joue de la même manière que les tranches précédentes de la série. Le joueur joue principalement à des matchs de la NBA avec des joueurs et des équipes réels ou personnalisés; les jeux suivent les règles et les objectifs des matchs de la NBA. Plusieurs modes de jeu sont présents et de nombreux paramètres peuvent être personnalisés. Jusqu'à six équipes d'extension peuvent être créées et utilisées dans les modes MyLeague et MyGM, avec la possibilité d'une ligue de 36 équipes, et n'importe quelle équipe peut être déplacée et renommée. Pour la deuxième fois de la série, les 12 équipes de la WNBA sont disponibles pour jouer en tant que. Il y a 67 équipes classiques disponibles, dont les Raptors de Toronto 2018-2019, les Warriors de Golden State 2016-2017 et les Cavaliers de Cleveland 2015-2016.

### Ma carrière
Un incontournable de la série, MyCareer, revient comme l'un des modes de jeu disponibles. MyCareer est un mode carrière dans lequel le joueur crée son propre basketteur personnalisable et joue tout au long de sa carrière de basket-ball. Les joueurs peuvent créer un joueur masculin ou féminin, bien que la femme ne soit disponible que sur les consoles de nouvelle génération.  The Neighborhood revient également à MyCareer, sous le nom de 2K Beach, dans lequel les joueurs peuvent personnaliser leur garde-robe, se faire couper les cheveux et les tatouages et acheter des boosts. Ils peuvent également faire leurs entraînements et exécuter des exercices pour améliorer leurs attributs dans le centre de pratique de leur équipe actuelle. Les progrès de MyCareer peuvent ne pas se transmettre d'une génération à l'autre, en raison de certains changements effectués exclusivement pour la prochaine génération.

### Mon équipe
NBA 2K21, pour la neuvième fois de la série, propose le mode MyTeam, un mode basé sur l'idée de créer l'équipe de basket ultime et de maintenir une collection de cartes à collectionner virtuelles. Les joueurs se réunissent et jouent avec leur équipe dans des compétitions de style tournoi de basket-ball contre des équipes d'autres joueurs dans plusieurs formats. Les actifs d'une équipe sont acquis par divers moyens, y compris des paquets de cartes aléatoires et la maison de vente aux enchères. La monnaie virtuelle (VC) est largement utilisée dans le mode. Les progrès de MyTeam se poursuivront à travers les générations. À la suite d'un partenariat avec Sony, les joueurs PlayStation peuvent récupérer trois packs Mon Équipe par mois avec leur abonnement PlayStation Plus.

#### Modifications apportées à MyTeam
De nombreux changements ont été apportés à MyTeam cette année, le plus notable est l'adaptation d'un format Seasons, comme la plupart des jeux, qui offre des récompenses exclusives qui s'améliorent chaque saison. Un tout nouveau mode limité est ajouté, où chaque week-end, les joueurs s'affrontent pour des anneaux afin d'obtenir des récompenses saisonnières. Par le mot lui-même, il y a certaines limites aux cartes que vous pouvez utiliser en Limited chaque week-end. L'Ascension est un nouveau mini-jeu dans lequel vous retournez des cartes et essayez d'obtenir le premier prix au troisième niveau. L'échange est une nouvelle fonctionnalité dans laquelle vous échangez des cartes pour obtenir des cartes encore meilleures. Illimité est modifié pour avoir neuf niveaux différents, chacun avec sa propre récompense pour l'avancement. Les niveaux de gemmes d'Améthyste à Galaxy Opalont été ajustés pour laisser de l'espace pour un nouveau niveau pour les cartes avec une note de 99, qui pourraient être taquinées dans le rapport sur le terrain sous le nom de Dark Matter.

## Bande sonore
La bande originale du jeu comprend actuellement les 48 chansons suivantes :
- The Weeknd - Blinding Lights
- Jack Harlow - WHATS POPPIN
- Roddy Ricch - God's Eyes
- Juice Wrld - Let Me Know (I Wonder Why Freestyle)
- Lil Baby - Sum 2 Prove
- Stormzy - Bronze
- JACK BOYS, Pop Smoke & Travis Scott - GATTI
- Polo G, Stunna 4 Vegas & NLE Choppa (Ft. Mike WiLL Made-It) - Go Stupid
- A$AP Ferg - Value
- Little Simz - Venom
- The Strokes - Bad Decisions
- Pop Smoke - Dior
- Lil Tjay (Ft. Jay Critch) - Ruthless
- J Hus - Fight For Your Right
- CHIKA - CROWN
- Rick Ross (Ft. Dwyane Wade, Raphael Saadiq & UD40) - Season Ticket Holder
- YoungBoy Never Broke Again - Red Eye
- Che Lingo - My Block
- Tory Lanez - Broke In A Minute
- Lauren Declasse - Evisu
- Ocean Wisdom (Ft. P Money) - BREATHIN'
- Pure Bathing Culture - Dream The Dare
- Chris Patrick - SWISH
- Jay Critch - Cameras
- Wale (Ft. Meek Mill & Rick Ross) - Routine
- Anonymuz (Ft. Denzel Curry) - No Threat
- Jerreau - SAME TEAM
- Tarik - Don't I
- Red Cafe - I Want All The Bags
- Boy In Space & unheard - Cold
- Abderly - Racks
- Stix - Any Other Way
- Samwise - $ & Problems
- Chaz Marcus - Balmain Belt
- Rae Khalil - THEYKNO FREESTYLE
- Malz Monday - How It Is
- ELO - Alarm
- Sage English - 3 Pointer
- Black$tar (Rap) (Ft. Tyson Meshaq) - Game Time
- Erick Lottery - Savage
- Irie Da Brat - Work
- Ill Nicky (Ft. BangerOfTheDay, Cheeba Hawk & Jared Anthony) - Photograph
- Zebbo - BALL
- Evidence - Wave
- Ro$$ Mac - A Dub
- Jared Anthony - Mayday
- Flight Gang DraE (Ft. Glenn) - Hoop Dreams
- Kap Peezy - The Next[6]

## Accueil
| accueil |                                                |
| --- | ---------------------------------------------- |
| \| Score global \| Score global \| \| Agrégateur \| But \| \| ------------------------ \| ---------------------------------------------- \| \| Métacritique \| NS: 69/100 PC: 65/100 PS4: 68/100 XONE: 68/100 \| \| Examiner les scores \| \| \| Publication \| But \| \| Informateur de jeu \| 7/10 \| \| GameSpot \| 6/10 \| \| IGN \| 6/10 \| \| Vie de Nintendo \| \| \| Rapport mondial Nintendo \| 6,5 / 10 \| \| Pousser le carré \| \| |                                                |
| Score global |                                                |
| Agrégateur | But                                            |
| Métacritique | NS: 69/100 PC: 65/100 PS4: 68/100 XONE: 68/100 |
| Examiner les scores |                                                |
| Publication | But                                            |
| Informateur de jeu | 7/10                                           |
| GameSpot | 6/10                                           |
| IGN | 6/10                                           |
| Vie de Nintendo |                                                |
| Rapport mondial Nintendo | 6,5 / 10                                       |
| Pousser le carré |                                                |

NBA 2K21 a reçu des critiques mitigées de la part des critiques, selon l' agrégateur de critiques Metacritic. 
Michael Higham de GameSpot a donné au jeu un score de 6 sur 10. Il déclare que "NBA 2K21 montre que la seule simulation de basket-ball que nous avons maintenant stagne en grande partie. C'est un package complet, bien sûr, mais qui montre peu ou pas. motiver à s'améliorer de manière significative. Cela n'enlève rien à la base solide qui fait de NBA 2K un moment amusant et gratifiant. Cependant, lorsque vous passez par la même mouture et le même processus avec seulement des changements superficiels, vous êtes simplement épuisé plus vite que les années précédentes. " 
Ben Vollmer de l' IGN a donné au jeu un score de 6 sur 10, déclarant que "Plus de la même chose n'est plus assez bon, surtout quand il inclut de telles microtransactions intrusives." Vollmer a également déclaré: "En même temps, il est dommage que 2K ne se concentre pas sur le plaisir que vous pouvez avoir sur le terrain, mais plutôt sur l'argent qui peut être extrait de votre portefeuille hors du terrain dans les modes MyCareer et MyTeam, qui ne sont tout simplement pas amusants à parcourir sans payer. Peut-être que le nouvel ensemble de consoles à l'horizon apportera un nouveau départ à la franchise NBA 2K, mais pour le moment, je me sens plus pessimiste que jamais quant à l'avenir de la série. " 
La version PlayStation de NBA 2K21 s'est vendue à 8 541 exemplaires physiques au cours de sa première semaine de vente au Japon, ce qui en fait le septième jeu de détail le plus vendu de la semaine. 